# Cefpodoxim
Cefpodoxim ist ein Antibiotikum aus der Gruppe der Cephalosporine der dritten Generation und wird oral verabreicht (Oralcephalosporin).

## Anwendung
Cefpodoxim wird angewendet zur Behandlung von Infektionen
- der Nasennebenhöhlen,
- des Rachens und bei Mandelentzündung,
- der Atemwege: akute Bronchitis und Lungenentzündung,
- der Harnwege (unkomplizierte), Blasen- und Nierenbeckenentzündung,
- der Haut und der Weichteile,
- der Harnröhre bei unkomplizierter Gonorrhoe.

Es findet auch Gebrauch als orale Fortsetzungstherapie, wenn intravenöse Cephalosporine nicht mehr für eine anhaltende Behandlung notwendig sind. Das Antibiotikum findet auch in der Veterinärmedizin Verwendung.
Von der Paul-Ehrlich-Gesellschaft wird es als ein Mittel der Wahl zur Behandlung der akuten Otitis media, der akuten Sinusitis und der Exazerbation der chronischen Bronchitis
empfohlen.

## Wirkspektrum
Cefpodoxim ist gegen die meisten grampositiven und gramnegativen Organismen aktiv.
Mäßig bis gut empfindlich ist Staphylococcus aureus (Methicillin-empfindlich). Weitere empfindliche Keime sind Streptococcus pneumoniae, B-Streptokokken (Streptococcus agalactiae), Streptococcus pyogenes, Haemophilus influenzae, Moraxella catarrhalis, Escherichia coli, Klebsiella pneumoniae, Proteus mirabilis und andere Enterobakterien.
Von Natur aus resistent sind beispielsweise Pseudomonas aeruginosa, Enterokokken, Bacteroides fragilis und Proteus vulgaris. Einige Keime können durch eine erworbene Antibiotikaresistenz gegen Cefpodoxim unempfindlich sein, etwa Morganella morganii, Citrobacter spp. und Enterobacter spp.

## Applikation
Cefpodoxim wird als Prodrug-Abwandlung Cefpodoximproxetil oral verabreicht.